# ويلفريد نانسي
ويلفريد نانسي هو مدرب رياضي ومدرب كرة قدم ولاعب كرة قدم كندي، ولد في 9 أبريل 1977.

## وصلات خارجية
- ويلفريد نانسي على موقع قاعدة بيانات كرة القدم.إي يو (الإنجليزية)
- ويلفريد نانسي على موقع ليكيب (الفرنسية)
- ويلفريد نانسي على موقع عالم كرة القدم.نت (الإنجليزية)